# Дидгори (Тетрицкаройский муниципалитет)
Дидгори (груз. დიდგორი) — село в Грузии, на территории Тетрицкаройского муниципалитета края (мхаре) Квемо-Картли.

## География
Село находится в юго-восточной части Грузии, на южных склонах Триалетского хребта, на расстоянии приблизительно 16 километров (по прямой) к северо-северо-востоку от города Тетри-Цкаро, административного центра муниципалитета.

## Население
По результатам официальной переписи населения 2014 года в Дидгори проживало 99 человек (53 мужчины и 46 женщин). В национальной структуре населения грузины составляли 100 %.
| Год  | Население, человек |
| ---- | ------------------ |
| 2002 | 129                |
| 2014 | ↘ 99               |